# NGC 6400
NGC 6400 é um aglomerado estelar aberto na direção da constelação do Escorpião. Foi descoberto pelo astrônomo escocês James Dunlop em 1826. Devido a sua moderada magnitude aparente (+8,8), pode ser visto até mesmo com bons binóculos ou equipamentos maiores. Contém pelo menos 50 estrelas.